# Buideleekhoorns
Buideleekhoorns (Petauridae) zijn een familie van klimbuideldieren uit de Petauroidea die voorkomt in Australië en op Nieuw-Guinea. Enkele soorten uit deze familie hebben een vlieghuid en kunnen daardoor zweven. Ze zijn overigens niet de enige buideldieren die dat hebben; ook de vliegende buidelmuis (Acrobates pygmaeus) en de reuzenkoeskoes (Petauroides volans) kunnen zweven. De familie omvat drie geslachten en veertien levende soorten. Enkele soorten worden bedreigd door het verlies van hun leefgebied.

## Kenmerken
De leden van deze familie hebben een korte kop en een borstelige staart. Ze hebben meestal een grijsbruine vacht met zwarte vlekken. Ze worden 12 tot 32 cm lang. De staart is tot 40 cm lang en ze wegen tot 700 gram. Ze hebben een goed zichtbare rugstreep. De voortanden van hun onderkaak zijn zeer groot.

## Levenswijze
Buideleekhoorns zijn bosbewoners die 's nachts actief zijn. Ze komen vrijwel nooit op de bodem. Ze brengen de dag door in nesten of holle bomen. Ze kunnen allemaal goed klimmen en ver springen. De borstelachtige staart dient als balans bij het klimmen en springen. De glijdende soorten gebruiken hem om mee te sturen tijdens het springen. Buideleekhoorns leven meestal in kleine groepen. De paartjes blijven vaak meerdere jaren lang samen.
Buideleekhoorns eten insecten, vruchten, bladeren en bloesems. Vele soorten eten ook nectar of boomsappen. De voeding van de beide onderfamilies verschilt echter: gestreepte buideleekhoorns (Dactylopsilinae) eten voornamelijk insecten, terwijl suikereekhoornachtigen (Petaurinae) meer herbivoor zijn.

## Voortplanting
Buideleekhoorns hebben een goed ontwikkelde buidel, waar twee tot vier melkklieren in zitten. Ze paren het hele jaar, behale 's zomers. Na 14 tot 21 dagen draagtijd worden er één of twee jongen geboren. Na 70 à 90 dagen in de buidel worden ze als ze vier tot vijf maanden oud zijn zelfstandig en als ze twee jaar oud zijn geslachtsrijp. In gevangenschap worden ze tot 14 jaar oud.

## Taxonomie
De familie omvat de volgende soorten:
- Onderfamilie Dactylopsilinae
  - Geslacht Gestreepte buideleekhoorns (Dactylopsila)
    - Dactylopsila kambuayai
    - Dactylopsila megalura
    - Kleine buideleekhoorn (Dactylopsila palpator)
    - Dactylopsila tatei
    - Gestreepte buideleekhoorn (Dactylopsila trivirgata)

  - Geslacht Gymnobelideus
    - Buideleekhoorn (Gymnobelideus leadbeateri)
- Onderfamilie Petaurinae
  - Geslacht Suikereekhoorns (Petaurus)
    - Petaurus abidi
    - Petaurus ariel
    - Grote suikereekhoorn (Petaurus australis)
    - Petaurus biacensis
    - Suikereekhoorn (Petaurus breviceps)
    - Mahoniesuikereekhoorn Petaurus gracilis
    - Grijze suikereekhoorn (Petaurus norfolcensis)
    - Petaurus notatus

Koala's · Wombats · Dwergbuidelmuizen · Koeskoezen · Slurfbuidelmuis · Kleine koeskoezen · Buideleekhoorns · Vliegende buidelmuizen · Muskuskangoeroeratten · Kangoeroeratten · Kangoeroes